# Research on Steiner Education
Research on Steiner Education (RoSE) es una publicación interdisciplinaria bianual, cuyo objetivo es fomentar la investigación básica y el aporte empírico de la pedagogía Waldorf.

## Orientación
La revista, en acceso abierto, publica artículos originales en inglés o alemán relacionados con la pedagogía Waldorf y busca tratar de convencer a científicos y universidades de la utilidad de este sistema educativo pseudocientífico.

## Edición y redacción
Las editoras son dos instituciones antroposóficas: la Alanus Hochschule für Kunst und Gesellschaft (Alanus University of Arts and Social Sciences) en Alfter- Bonn (Alemania) y la Rudolf Steiner University College en Oslo (Noruega).
Redacción:
- Sección inglesa: Bo Dahlin (Oslo & Karlstad)
- Sección alemana: Axel Föller-Mancini (Alfter)